# So Good (álbum)
So Good é o segundo álbum de estúdio da cantora e compositora sueca Zara Larsson, e seu primeiro lançamento internacional.  Foi lançado em 17 de março de 2017, através da Epic Records e do TEN Music Group. O álbum foi originalmente programado para ser lançado em janeiro de 2017, no entanto, foi adiado por razões desconhecidas, além da cantora alegar que foram feitas mudanças em muitas das canções.

## Antecedentes e composição
"Eu faço pop. Pop é tudo, desdeThe Weeknd a Taylor Swift, Beyoncé e Rihanna, e [meu álbum So Good é] uma boa mistura de tudo. Há algumas canções muito emotivas lá, mas também há canções de dança eletrônica e também pop puro, canções mais sombrias com uma vibe trap."

- Larsson explicando o gênero do álbum.
So Good apresenta canções principalmente em um estilo pop, bem como várias músicas rítmicas e dançantes, e várias baladas. Ele também incorpora R&B e influências de house tropical.
Durante uma entrevista com o Idolator, Larsson confirmou que estava trabalhando com Dr. Luke. Durante uma entrevista com a Billboard, Larsson confirmou que havia trabalhado com a equipe de Max Martin no projeto, dizendo: "Eu trabalhei com tantos. Eu e MNEK temos feito um monte de outras músicas. Eu e a equipe de Max Martin. Mesmo não sendo Max Martin, mas espero que da próxima vez. A equipe é muito boa. The Monsters & Strangerz, eu os amo tanto. E apenas um monte de pessoas super talentosas — R. City, Justin Tranter, tantas pessoas boas. Quem quer que você encontre, eles são como, "Eu apenas escrevi um No. 1 para este ou aquele." Todo mundo tem algo para se gabar, que é o que eu faria se eu escrevesse boas canções". Larsson também trabalhou com Stargate e Charlie Puth. Durante uma entrevista com o Digital Spy, Zara confirmou que todas as músicas do álbum foram escritas e produzidas por uma equipe de produção diferente.

## Singles
Larsson lançou o primeiro single do álbum, "Lush Life", em 4 de junho de 2015. Dois videoclipes foram lançados para a música — um dirigido por Måns Nyman e outro dirigido por Mary Clerté. Foi um sucesso mundial, alcançando o top 10 em vários países, incluindo o Reino Unido, Austrália, Alemanha e Espanha.
Em 22 de julho de 2015, "Never Forget You" foi lançado no Reino Unido em download digital. Um videoclipe, dirigido por Richard Paris Wilson, foi lançado em 17 de setembro de 2015. A canção alcançou o top 10 em vários países, incluindo o Reino Unido, Suécia, Dinamarca e Finlândia, e tornou-se a primeira entrada nos EUA de Larsson e MNEK, chegando ao número 13 em maio de 2016 O single foi certificado 4 × platina na Suécia e 2 × platina nos Estados Unidos.
Em 2 de setembro de 2016, "Ain't My Fault" foi lançado como o terceiro single do álbum. Seu videoclipe oficial, dirigido por Emil Nava, foi estreado por meio da conta Vevo de Larsson em 30 de setembro de 2016. Alcançou o top 20 na Austrália, Reino Unido, Finlândia e Dinamarca, entre outros, chegando ao número um na Suécia.
Em 11 de novembro de 2016, "I Would Like" foi lançado como um single promocional, e mais tarde lançado como single oficial para o Reino Unido devido ao grande apoio do país. Larsson cantou a música na décima terceira temporada da série The X Factor UK em 4 de dezembro de 2016. A canção alcançou o top 10 em vários países, incluindo o Reino Unido e Irlanda.
Em 27 de janeiro de 2017, "So Good" com a participação do rapper norte-americano Ty Dolla Sign foi lançado como o quinto single do álbum. O videoclipe oficial da música, dirigido por Sarah McColgan, estreou no dia 3 de fevereiro de 2017, via canal Vevo de Larsson. Eles cantaram a música no The Ellen DeGeneres Show em 7 de fevereiro de 2017 e no The Wendy Williams Show em 23 de março de 2017. Alcançou o top 10 no Sverigetopplistan na Suécia, onde foi certificado Ouro e alcançou o número sete.
Em 17 de março de 2017, no mesmo dia que o lançamento do álbum, "Symphony", de Clean Bandit com Larsson, foi lançado como o sexto single do álbum, bem como o terceiro single do segundo álbum de estúdio do Clean Bandit. O videoclipe, dirigido pelos membros do Clean Bandit, Grace Chatto e Jack Patterson, estreou no mesmo dia. Eles fizeram a primeira apresentação ao vivo da música no The Voice UK em 18 de março de 2017. A canção alcançou o top 10 de países como Austrália, Finlândia, Alemanha e Irlanda, e também alcançou a posição número um na Noruega, Reino Unido, Escócia e Suécia. Além de se tornar o quinto número um de Larsson em seu país natal, também deu a Larsson seu primeiro single número um no Reino Unido.
Em 12 de maio de 2017, "Don't Let Me Be Yours", uma música escrita por Ed Sheeran, foi lançada como single no Reino Unido e posteriormente promovida na Austrália. O videoclipe oficial foi lançado no mesmo dia. A canção alcançou o top 40 em seu país natal, a Suécia, durante a semana da estreia de seu álbum nas paradas.
Em 11 de agosto de 2017, "Only You" foi lançado como o oitavo e último single do álbum, promovido em países francófonos com um remix do cantor canadense Olivier Dion, e em países de língua alemã com uma versão apresentando a cantora alemã Nena. [44] A canção alcançou o top 5 na Suécia e o top 40 na Noruega.

## Recepção da crítica
| Críticas profissionais | Críticas profissionais |
| Pontuações agregadas   | Pontuações agregadas   |
| Fonte                  | Avaliação              |
| ---------------------- | ---------------------- |
| AnyDecentMusic?        | 5.8/10                 |
| Metacritic             | 76/100                 |
| Avaliações da crítica  |                        |
| Fonte                  | Avaliação              |
| AllMusic               | [ 55 ]                 |
| Financial Times        | [ 56 ]                 |
| The Guardian           | [ 3 ]                  |
| NME                    | [ 1 ]                  |

No Metacritic, o álbum recebeu uma pontuação de 76 em 100, baseado em quatro avaliações, indicando uma recepção "geralmente favorável". Harriet Gibsone do The Guardian deu ao álbum uma classificação de três estrelas de cinco, descrevendo o álbum como "pop pós-moderno embebido de açúcar", dizendo que Larsson é como uma "adolescente apaixonada por Rihanna invadindo uma festa em uma casa tropical, dedos armados em chamas, e suas canções encharcadas de açúcar são imbuídas de honestidade". Gibsone também mencionou como o álbum "quase funciona em 2017, mas em uma época em que o pop olha continuamente para o futuro, So Good corre o risco de namorar rapidamente". Nick Levine da NME deu ao álbum quatro estrelas de cinco, dizendo como os "grandes sucessos que você conhece são obviamente brilhantes", mas descrevendo algumas das "baladas no final" como "maçantes".

## Lista de faixas
| So Good – Edição Padrão |                                                                            | |                                       |         |  |
| N.º                     | Título                                                                     | Compositor(es) | Produtor(es)                          | Duração |  |
| 1.                      | "What They Say"                                                            | Marco Borrero Mark Landon Olivia Charlotte Waithe                                                                                   | MNEK                                  | 3:38    |  |
| 2.                      | "Lush Life"                                                                | Emanuel Abrahamsson Marcus Sepehrmanesh Linnea Södahl Fridolin Walcher Christoph Bauss Iman Conta Hultén                            | Freedo Shuko                          | 3:20    |  |
| 3.                      | "I Would Like"                                                             | Zara Larsson James Abrahart Alexander Izquierdo Marcus Lomax Stefan Johnson Jordan Johnson Oliver Peterhof Karen Chin Anthony Kelly | The Monsters and the Strangerz German | 3:44    |  |
| 4.                      | "So Good" (com Ty Dolla Sign)                                              | Larsson Charlie Puth Danny Schofield Tyrone Griffin Jr. Jacob Kasher Hindlin Gamal Lewis                                            | Puth Danny Boy Styles ↑[b]            | 2:46    |  |
| 5.                      | "TG4M"                                                                     | Joakim Haukkas Sepehrmanesh Södahl                                                                                                  | Kid Joki                              | 2:52    |  |
| 6.                      | "Only You"                                                                 | Herbert Joakim Berg Michel Flygare Tobias Jimson Petra Marklund Sepehrmanesh                                                        | Astma & Rocwell Markus Sepehrmanesh   | 3:42    |  |
| 7.                      | "Never Forget You" (com MNEK)                                              | Larsson Uzoechi Osisioma Emenike Aaron Davey                                                                                        | MNEK Astronomyy ↑[b]                  | 3:32    |  |
| 8.                      | "Sundown" (com Wizkid)                                                     | Larsson Brian Garcia Tor Erik Hermansen Mikkel Storleer Eriksen Hindlin Paul Shaouy Ammar Malik                                     | Shaouy Garcia Stargate                | 3:25    |  |
| 9.                      | "Don't Let Me Be Yours"                                                    | Larsson Steve McCutcheon Johnny McDaid Edward Christopher Sheeran                                                                   | Steve Mac                             | 3:19    |  |
| 10.                     | "Make That Money Girl"                                                     | Larsson Ajay Bhattacharyya Victor Kwesi Mensah Kaj Erik Persson Hassle Daniel Ladinsky John Hill Sepehrmanesh                       | Stint Hill                            | 3:18    |  |
| 11.                     | "Ain't My Fault"                                                           | Larsson Emenike Sepehrmanesh | MNEK Mike Spencer ↑[a]                | 3:44    |  |
| 12.                     | "One Mississippi"                                                          | Julia Michaels Fred Ball | Ball                                  | 3:07    |  |
| 13.                     | "Funeral"                                                                  | Larsson Jason Gill Ana Diaz | Gill Sepehrmanesh                     | 3:35    |  |
| 14.                     | "I Can't Fall in Love Without You"                                         | Christian Waltz Hampus Lindvall Jerker Hansson                                                                                      | Lindvall                              | 2:57    |  |
| 15.                     | "Symphony" (Clean Bandit com a participação de Zara Larsson) (faixa bônus) | Jack Patterson Malik Ina Wroldsen McCutcheon                                                                                        | Clean Bandit Mark Ralph               | 3:32    |  |
| Duração total:          | Duração total:                                                             | Duração total: | Duração total:                        | 50:31   |  |

| So Good – Faixa bônus da edição japonesa |                                                                       |                                                                           |                                                  |         |  |
| N.º                                      | Título                                                                | Compositor(es)                                                            | Produtor(es)                                     | Duração |  |
| 16.                                      | "Ain't My Fault" (J Hus & Fred VIP Remix)                             | Larsson Emenike Sepehrmanesh                                              | MNEK Spencer ↑[a] J Hus ↑[c]                     | 3:31    |  |
| 17.                                      | "I Would Like" (Gorgon City Remix)                                    | Larsson Abrahart Izquierdo Lomax Johnson Johnson Peterhof Chin Kelly      | The Monsters & Strangerz German Gorgon City ↑[c] | 4:25    |  |
| 18.                                      | "This One's for You" (David Guetta com participação de Zara Larsson)) | David Guetta Giorgio Tuinfort Nick van de Wall Ester Dean Thomas Troelsen | Guetta Tuinfort Afrojack                         | 3:28    |  |
| Duração total:                           | Duração total:                                                        | Duração total:                                                            | Duração total:                                   | 62:12   |  |

Notas
- ↑[a]  significa um produtor adicional.
- ↑[b]  significa um co-produtor.
- ↑[c]  significa um remixer.

Créditos de amostra
- "I Would Like" contém uma parte da composição de "Dat Sexy Body", escrita por Sasha e Anthony Kelly.

## Créditos
Créditos adaptados de AllMusic.
| - James Abrahart – vocal de apoio - Chris Anokute – A&R - Astma & Rocwell – engenheiro de som, produtor musical - Chris Athens – masterização de áudio - Fred Ball – engenheiro, instrumental, produção - Atena Banisaid – A&R - Andy Barnes – engenheiro vocal - Stephanie Benedetti– violino - Joakim Berg – guitarra - Ajay Bhattacharyya – programação, programação de teclado, vocais - Anita Marisa Boriboon – diretor de produção - James Boyd – viola - Grace Chatto – violoncelo - Clean Bandit – produção - Rob Cohen – engenheiro - Matt Colton – masterização - DannyBoyStyles – produção - Björn Engelmann – masterização - Tom Fuller – engenheiro assistente - Brian "Peoples" Garcia – produção - Serban Ghenea – mixagem - Jason Gill – engenheiro, instrumental, produção, programação - Dalia Glickman – A&R | - Ola Håkansson – produtor executivo - John Hanes – engenheiro de mixagem - Jerker Hansson – vocais de apoio - Maria Hazell – vocais de apoio - Olivia Hessel – A&R - John Hill – programação, programação de teclado, produção, vocais - Garrett Hilliker – diretor de arte, design - Dave Huffman – masterização - Stefan Johnson– engenheiro - Kid Joki – produção - Kirsten Joy – vocais de apoio - Rob Kinelski – mixagem - Zara Larsson – vocais, vocal de apoio - Chris Laws – bateria, engenheiro - Kate Loesch – A&R - Marcus Lomax – vocais de apoio - M-Phazes – piano, sintetizador - Steve Mac– teclado, piano, produção - Erik Madrid – mixagem - Michelle Mancini – masterização - Maria P. Marulanda – direção de arte - MNEK – bateria, engenheiro, teclados, produção, vocais - The Monsters & the Strangerz – engenheiro, produção | - Liam Nolan – Engenheiro de cordas - Jesper Nordenström – piano - Jack Patterson – mixagem, piano, sintetizadores - Luke Patterson – percussão - Phil Paul – Produção - Jermaine Pegues – A&R - Beatrice Philips – violino - Dann Pursey – engenheiro - Charlie Puth – Produção - Mark Ralph – mixagem - Marc Regas – fotografia - Bart Schoudel – engenheiro vocal, produção vocal - Ed Sheeran – vocal de apoio, guitarra - Shuko – mixagem, produção - Drew Smith – engenheiro assistente - Linnea Sodahl – vocal de apoio - Mike Spencer – Produção adicional, mixagem, programação - Phil Tan – mixagem - Tross – baixo, vocal de apoio, engenheiro, teclado, percussão, piano, produção, programação, engenheiro vocal, produção vocal - Ty Dolla $ign – vocais - Wizkid– vocais - Bill Zimmerman – engenheiro |

## Desempenho comercial
| Tabela musical (2017)                 | Melhor posição |
| ------------------------------------- | -------------- |
| Alemanha (Offizielle Deutsche Charts) | 29             |
| Austrália (ARIA)                      | 7              |
| Áustria (Ö3 Austria Top 40)           | 28             |
| Bélgica (Ultratop Flandres)           | 19             |
| Bélgica (Ultratop Valônia)            | 46             |
| Canadá (Billboard)                    | 15             |
| Coréia do Sul (Albums Gaon)           | 51             |
| Dinamarca (Hitlisten)                 | 8              |
| Escócia (Official Scottish Albums)    | 8              |
| Espanha (PROMUSICAE)                  | 29             |
| Estados Unidos (Billboard 200)        | 26             |
| Finlândia (Suomen virallinen lista)   | 7              |
| França (SNEP)                         | 68             |
| Irlanda (IRMA)                        | 4              |
| Itália (FIMI)                         | 81             |
| Japão (Hot Albums)                    | 45             |
| Japão (Albums Oricon)                 | 51             |
| Noruega (VG-lista)                    | 3              |
| Nova Zelândia (RMNZ)                  | 9              |
| Países Baixos (Dutch Charts)          | 7              |
| Polónia (ZPAV)                        | 47             |
| Portugal (AFP)                        | 48             |
| Reino Unido (Official Albums Chart)   | 7              |
| Suécia (Sverigetopplistan)            | 1              |
| Suíça (Schweizer Hitparade)           | 15             |
| Taiwan (Five Music)                   | 4              |

| Tabela musical (2017)             | Posição |
| --------------------------------- | ------- |
| Austrália (ARIA)                  | 83      |
| Bélgica (Ultratop Flanders)       | 103     |
| Dinamarca (Hitlisten)             | 30      |
| Holanda (MegaCharts)              | 31      |
| Nova Zelândia (RMNZ)              | 23      |
| Reino Unido (OCC)                 | 54      |
| Suécia (Sverigetopplistan)        | 4       |
| Tabela musical (2018)             | Posição |
| Bélgica (Ultratop Flanders)       | 184     |
| Dinamarca (Hitlisten)             | 60      |
| Suécia Albums (Sverigetopplistan) | 22      |
| Tabela musical (2019)             | Posição |
| Dinamarca (Hitlisten)             | 84      |
| Suécia (Sverigetopplistan)        | 52      |

| País | Certificação | Certificações e vendas |
| --- | ------------ | ---------------------- |
| Austrália (ARIA)                                                                                            | Ouro         | 35,000‡                |
| Brasil(PMB)                                                                                                 | Platina      | 40,000‡                |
| Canadá (Music Canada)                                                                                       | Platina      | 80,000‡                |
| Dinamarca (IFPI Dinamarca)                                                                                  | 2× Platina   | 40,000^                |
| Estados Unidos (RIAA)                                                                                       | Platina      | 1,000,000‡             |
| Noruega (IFPI Noruega)                                                                                      | 6× Platina   | 120,500*               |
| Nova Zelândia (RMNZ)                                                                                        | Ouro         | 7,500‡                 |
| Países Baixos (NVPI)                                                                                        | Ouro         | 20,000‡                |
| Reino Unido (BPI)                                                                                           | Ouro         | 100,000‡               |
| Suécia (GFL)                                                                                                | 2× Platina   | 60,000‡                |
| *distribuições baseadas apenas na certificação ‡números de vendas+streaming baseados apenas na certificação |              |                        |

## Histórico de lançamento
| Região | Data                | Formato                       | Gravadora  | Ref.          |
| ------ | ------------------- | ----------------------------- | ---------- | ------------- |
| Várias | 17 de março de 2017 | CD Download digital streaming | Epic TEN   | [ 6 ] [ 107 ] |
| Japão  | 3 de maio de 2017   | CD                            | Sony Music | [ 108 ]       |